# 新米哈伊利夫卡 (波迪利斯克區)
47°27′58″N 29°31′57″E / 47.46611°N 29.53250°E
新米哈伊利夫卡（烏克蘭語：Новомихайлівка）是位於烏克蘭西南部敖德薩州波迪利斯克區奧克尼市鎮的村莊。該村始建於1840年，面積0.54平方公里，海拔高度214米，2001年人口208，人口密度每平方公里385.19人。